# Râul Orlea
Râul Orlea este un curs de apă, afluent al râului Tismana. Este afluentul cel mai important al Tismanei în depresiunea Tismana-Celei, fiind cunoscut în special pentru puternicele sale izvoare, numite de localnici "bâlbăroase". Există patru "bâlbăroase" mai puternice, de-a lungul întregului sat Izvarna.
Cel mai puternic izvor, "marele bâlbăros" care alimenta la începutul secolului trecut, în același timp, o moară și un gater, a fost captat și alimentează astăzi, prin mari conducte de aducțiune, orașul Craiova.